# کونمینگ ایرلاینز
کونمینگ ایرلاینز (به انگلیسی: Kunming Airlines) یک شرکت هواپیمایی با کد یاتا KY است که در ۲۰۰۵ میلادی تأسیس شده و در ۲۰۰۹ فعالیتش را آغاز کرده‌است. دفتر مرکزی کونمینگ ایرلاینز در کون‌مینگ، یون‌نان، جمهوری خلق چین واقع شده‌است و به ۲۱ مقصد، پرواز انجام می‌دهد.